# Firmin Lambot
Firmin Lambot, belgijski kolesar, * 14. marec 1886, Florennes, Namur, † 19. januar 1964, Borgerhout, Antwerpen. 
Lambot je dvakratni zmagovalec kolesarske dirke po Franciji.
Med profesionalne kolesarje je prišel leta 1908, ko je zmagal na nekaterih enodnevnih dirkah in bil drugi na prvenstvu Flandrije. Naslednje leto je na državnem prvenstvu Belgije osvojil četrto mesto. Svojo prvo večdnevno dirko po Belgiji leta 1910 je končal na devetem mestu. Touru se je pridružil leta 1911. Svojo prvo zmago je Lambot dosegel v 9. etapi Toura 1913, naslednje leto je zmagal v 6. etapi. Svoj prvi večji uspeh je dosegel na prvem povojnem Touru, ko je srečno z zmago v predzadnji etapi in smoli do tedaj vodilnega Eugèna Cristopha prevzel rumeno majico in jo obdržal tudi na cilju zadnje etape Toura.
Zmagovitemu Touru sta sledili dirki leta 1920 (zmaga v 5. in 6. etapi) in 1921 (zmaga v 9. etapi).
Ponovno je postal skupni zmagovalec Toura leta 1922 po nesreči vodečega v skupni razvstitvi, Hectorja Heusghema, v 13. etapi. Lambot je prvi, ki mu je uspelo osvojiti Tour brez ene same etapne zmage. S 36 leti je postal tudi najstarejši zmagovalec Toura doslej (2008).
Sledila sta še dva Toura 1923 in 1924, na katerih pa je moral predčasno zapustiti tekmovanje.

## Dosežki
- 1908

Andenne
Fosses-la-Ville
Genappe
Mazy
Velaine-sur-Sambre
- 1909

Državno prvenstvo Belgije, 4. mesto
- 1910

Ronde van België, skupno 9. mesto
- 1913

Tour de France, zmaga v 9. etapi, skupno 4. mesto
- 1914

Tour de France, zmaga v 6. etapi, skupno 8. mesto
- 1919

Tour de France, zmaga v 14. etapi , skupno 1. mesto
- 1920

Tour de France, zmaga v 5. in 6. etapi, skupno 3. mesto
- 1921

Tour de France, zmaga v 9. etapi, skupno 9. mesto
- 1922

Tour de France, , skupno 1. mesto
| Športni dosežki           | Športni dosežki                | Športni dosežki            |
| ------------------------- | ------------------------------ | -------------------------- |
| Predhodnik: Philippe Thys | Zmagovalec Tour de France 1919 | Naslednik: Philippe Thys   |
| Predhodnik: Léon Scieur   | Zmagovalec Tour de France 1922 | Naslednik: Henri Pélissier |